# Alcobendas
Alcobendas település Spanyolországban, Madrid tartományban. Alcobendas Madrid, San Sebastián de los Reyes, Paracuellos de Jarama, Barajas, Fuencarral-El Pardo és Hortaleza községekkel határos. Lakosainak száma 121 373 fő (2024).

## Népesség
A település lakosságának változását az alábbi diagram mutatja:
| Lakosok száma | 92 537 | 100 307 | 105 951 | 109 104 | 111 040 | 112 188 | 114 864 | 117 040 | 117 041 | 121 373 |
|               | 2001   | 2004    | 2007    | 2009    | 2012    | 2014    | 2017    | 2019    | 2022    | 2024    |